# Tarsotropidus vaneyeni
Tarsotropidus vaneyeni är en skalbaggsart som beskrevs av Fuchs 1971. Tarsotropidus vaneyeni ingår i släktet Tarsotropidus och familjen långhorningar. Inga underarter finns listade i Catalogue of Life.